# Ssangyong-dong
Ssangyong-dong (koreanska: 쌍용동) är en stadsdel i staden Cheonan i provinsen Södra Chungcheong, i den centrala delen av landet, 85 km söder om huvudstaden Seoul. Den ligger i stadsdistriktet Seobuk-gu.

## Indelning
Administrativt är Ssangyong-dong indelat i:
| Namn    | Namn                  | Yta km² | Invånare 31 dec 2020 |
| ------- | --------------------- | ------- | -------------------- |
| 쌍용1동 | Ssangyong 1(il)-dong  | 0,87    | 14 197               |
| 쌍용2동 | Ssangyong 2(i)-dong   | 1,88    | 38 400               |
| 쌍용3동 | Ssangyong 3(sam)-dong | 1,54    | 19 185               |